# عبد مطلك الجبوري
عبد بن مطلك بن حمود الجبوري، ضابط عسكري وسياسي عراقي.

## السيرة
ولد عام 1940م، وسط عائلة فلاحية محافظة، ترجع في اصولها إلى فرع البوجبر من عشيرة البو إنجاد إحدى عشائر قبيلة الجبور الزبيدية  في قرية الماحوز، إحدى قرى قضاء الحويجة التابع إلى محافظة كركوك. نشأ وترعرع فيها حتى أنهى دراسته الإبتدائية والثانوية ليلتحق بالكلية العسكرية في بغداد وتخرج منها برتبة ملازم، وحاز على شهادة الأركان بعد ان دخل في  كلية الأركان، وهو برتبة ملازم أول، وتخرج منها برتبة نقيب ركن، ثم أصبح مرافقاً للرئيس العراقي أحمد حسن البكر حتى استقالة البكر عام 1979م، وتسلم الحكم الرئيس صدام حسين فعمل المطلك في صفوف الجيش العراقي كآمر وحدة عسكرية، وعند إندلاع الحرب العراقية الايرانية عام 1980م، كان من القادة المتميزين ولهذا حصل على نوط الشجاعة وأوسمة رفيعة لدوره القيادي فيها. وبعد إنتهاء الحرب عام 1988م، مارس عمله الطبيعي كضابط في الجيش العراقي، إلى مابعد حرب الخليج التي عرفت بحرب تحرير الكويت، ولكن فجأة وفي عام 1993م، تم القبض عليه وأودع السجن بعد محاكمة صورية، لمدة خمس سنوات  وشهر، وكان برتبة لواء ركن بإيعاز من صدام حسين شخصيا، بعد أحداث عرفت حينها بمؤامرة ضباط قبيلة الجبور لقلب نظام الحكم، وزج معه عشرات الضباط بعضهم حكم عليهم بالإعدام رميا بالرصاص وآخرين بالسجن أو الفصل وشمل العقاب حتى الجنود البسطاء. تفرغ بعد إطلاق سراحه للكتابة والمطالعة، حيث كان مهتمً بالبحث في المكتبات الخاصة ومكتبات شارع المتنبي عن مصادر بالتاريخ القديم والحديث.
وبعد عام 2003م، إنخرط بالعملية السياسية بإعتباره من المتضررين من النظام السابق، فرقيَّ إلى رتبة فريق ركن، ومن ثم رشح نفسه في إنتخابات مجلس النواب العراقي، ممثلاً عن محافظته، ضمن جبهة التوافق العراقية، وإستطاع الحصول على مقعد فيها، ثم إختير بالتصويت من قبل أعضاء المجلس نائباً لرئيس الوزراء عام 2005م ابان حكومة الدكتور إبراهيم الجعفري. احيل بعدها على التقاعد ليلازم مكتبته، منكباً لكتابة سيرته.

## المؤهلات
- ماجستير علوم عسكرية
- بكالوريوس قانون وسياسة (جامعة بغداد)

## المناصب
- قائد فرقة في الجيش العراقي
- رئيس الاكاديمية العسكرية
- نائب رئيس الوزراء[6]

## الاسرة
متزوج وله أربعة أبناء خالد وسعد واحمد الذي اغتيل في كركوك عام 2016م، واركان (مطلك)، الذي قتل في وقت سابق اثناء قيامة بعملية على قاعدة أمريكية سنة 2004م. وله خمس من البنات، خولة وحنان وسروة ونورا وفاطمة، ومن الاخوة، علي المطلك وغسان المطلك وعدنان المطلك وقحطان المطلك، ومن الاخوات نور وفاطمة.